# Tony Jantschke
Tony Jantschke (ur. 7 kwietnia 1990 w Hoyerswerdzie) – niemiecki piłkarz występujący na pozycji obrońcy. Od 2008 roku zawodnik Borussii Mönchengladbach.

## Życiorys
Jest wychowankiem Borussii Mönchengladbach. W czasach juniorskich trenował także w Hoyerswerdaer SV Einheit i FV Dresden-Nord. W Bundeslidze zadebiutował w barwach Borussii 29 listopada 2008 w przegranym 1:3 meczu z Energie Cottbus. Do gry wszedł w 46. minucie, zmieniając Gala Albermana. 1 lipca 2009 na stałe dołączył do pierwszego zespołu Borussii Mönchengladbach.